# Boum Boum Boum
Boum Boum Boum è un singolo del cantautore britannico Mika, pubblicato l'11 giugno 2014 come primo estratto dal quarto album in studio No Place in Heaven.

## Descrizione
Il cantante ha dichiarato che la canzone vuole essere un inno di gioia e incoraggiare la tolleranza.
Il brano è stato scritto da Mika e Doriand e prodotto dallo stesso Mika assieme a Klas Åhlund e Greg Wells.

## Video musicale
Il videoclip mostra Mika in molti spezzoni di film famosi e epoche diverse. Il cantante ha girato il video in Spagna, con il direttore che lui stesso ha definito "Amazing" (fantastico), Jonathan Lia. È stato lui stesso a pubblicare il video prima su YouTube, poi su Twitter con un "Voila!".

## Classifiche
| Classifica (2014) | Posizione raggiunta |
| ----------------- | ------------------- |
| Fiandre           | 14                  |
| Vallonia          | 10                  |
| Canada            | 40                  |
| Francia           | 10                  |
| Italia            | 43                  |
| Corea del Sud     | 54                  |
| Svizzera          | 62                  |